# Mindre tallvivel
Mindre tallvivel (Pissodes castaneus) är en skalbaggsart som först beskrevs av De Geer 1775.  Mindre tallvivel ingår i släktet Pissodes, och familjen vivlar. Arten är reproducerande i Sverige.

## Bildgalleri

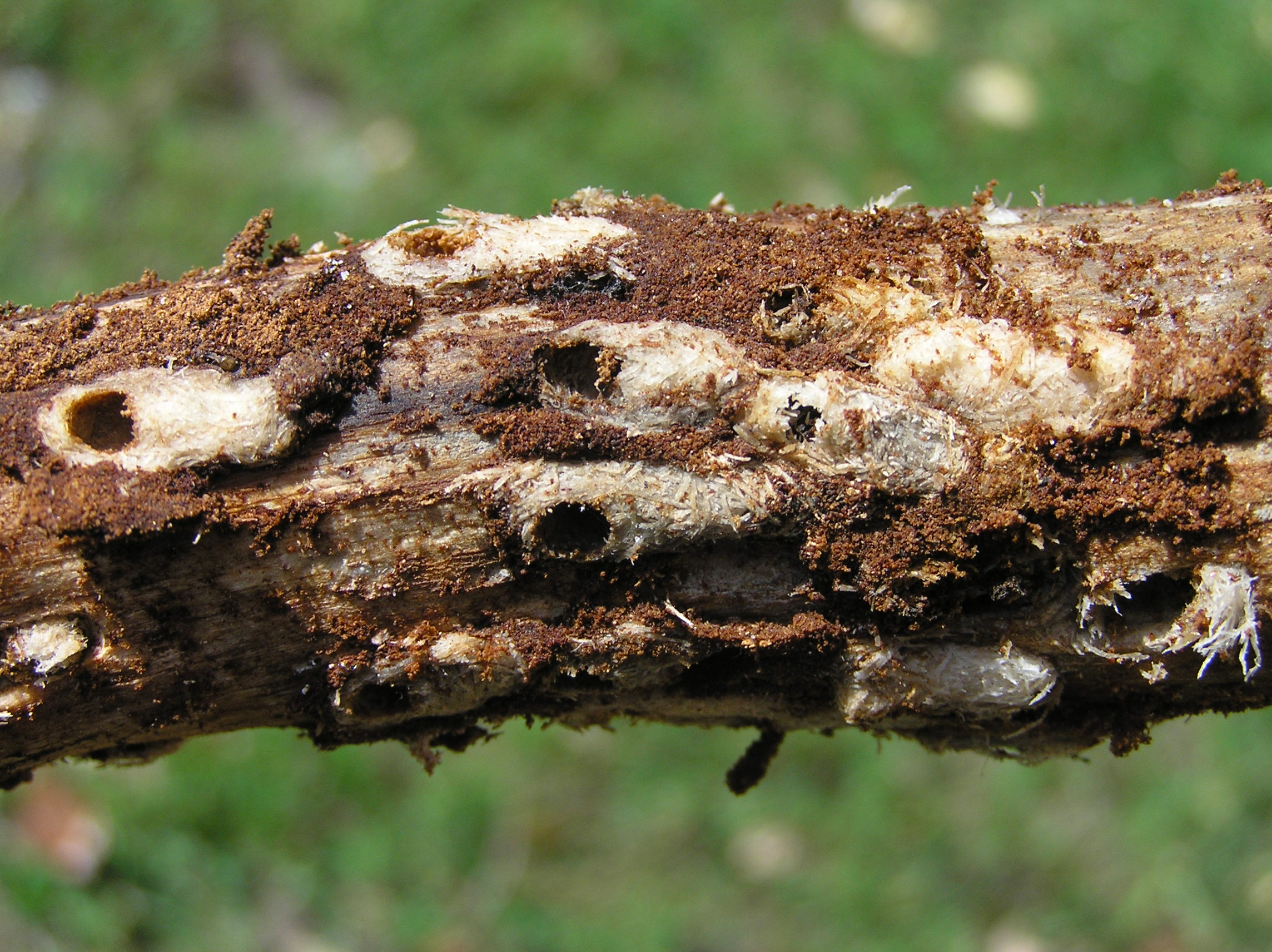